# Wieża widokowa na Śnieżniku (2022)
Wieża widokowa wzniesiona na szczycie góry Śnieżnik (1425 m n.p.m., Sudety Wschodnie) w miejscu starej wieży kamiennej, zbudowanej w latach 1895–1899 i wysadzonej w powietrze w roku 1973. Budowę nowej wieży planowano w latach 80. XX w. Wieża posiada fundament żelbetowy, a konstrukcja stalowa została obudowana szkłem. Budowa wieży zajęła 10 miesięcy, a w tym celu wykorzystano 100 ton stali. Jej uroczystego otwarcia dokonali gospodarze Stronia Śląskiego 26 września 2022 r.